# Färentuna
Färentuna is een plaats in de gemeente Ekerö in het landschap Uppland en de provincie Stockholms län in Zweden. De plaats heeft 68 inwoners (2005) en een oppervlakte van 9 hectare.